# Roppeviller
Roppeviller – miejscowość i gmina we Francji, w regionie Grand Est, w departamencie Mozela.
Według danych na rok 1990 gminę zamieszkiwało 125 osób, a gęstość zaludnienia wynosiła 9 osób/km² (wśród 2335 gmin Lotaryngii Roppeviller plasuje się na 920. miejscu pod względem liczby ludności, natomiast pod względem powierzchni na miejscu 382.).